# Hormoni
Hormoni su tvari koje kao "glasnici" u tijelu prenose poruke od jedne stanice do druge posebnim oblikom kemijskog djelovanja. Hormoni po sastavu mogu biti steroidi, prostaglandini, amini, peptidi i proteini. Hormoni kruže krvlju i dolaze u dodir gotovo sa svim stanicama.
Oni su zaslužni za regulaciju raznih fizioloških procesa poput metabolizma, rasta i razvoja, a djeluju i na raspoloženje (npr.: stres). Dio medicine koji se time bavi je endokrinologija, iz grane interne medicine.
Žlijezde su skupine stanica koje izlučuju kemijske tvari, a mogu biti žlijezde s vanjskim i unutarnjim lučenjem. 
Hormone luče žlijezde s unutarnjim lučenjem: hipofiza, štitna i doštitne žlijezde, prsna, nadbubrežne žlijezde, gušterača, muške spolne žlijezde (sjemenici) i ženske spolne žlijezde (jajnici).
Najvažnija žlijezda s unutarnjim lučenjem je hipofiza i ona je smještena u bazi mozga, tik ispod hipotalamusa.Hipofiza luči mnoge hormone i upravlja radom drugih žlijezda, primjerice štitnjače, kore nadbubrežne žlijezde, jajnika i sjemenik.
Mozak nadzire rad žlijezda usklađujući njihovu tijesnu međusobnu suradnju u lučenju hormona. Na taj način održavaju zdravlje organizma.

## Najvažniji hormoni i njihova funkcija
- Hipotalamus:
  - Faktor lučenja adrenokortikotropina (CRH) - potiče lučenje adrenokortikotropina (ACTH).
  - Faktor lučenja hormona rasta (GRH) - potiče lučenje hormona rasta (GH).
  - Faktor lučenja gonadotropina (GnRH) - potiče lučenje FSH i luteinizirajućeg hormona (LH).
  - Faktor inhibicije lučenja melatonina (MIH) - koči lučenje melatonina (MSH).
  - Faktor inhibicije lučenja prolaktina (PIH) - koči lučenje prolaktina.
  - Somatostatin (GIH) - koči lučenje hormona rasta (GH) i mnogih drugih hormona (tireotropin ili inzulin).

- Hipofiza
  - Adenohipofiza (prednji režanj):
    - Adrenokortikotropni hormon (ACTH) - potiče lučenje glukokortikoidnih hormona nadbubrežne žlijezde.
    - Tireotropni hormon (TSH) - potiče lučenje hormona štitne žlijezde.
    - Folikul stimulacijski hormon (FSH) - potiče sazrijevanje folikula u jajnicima.
    - Prolaktin (PL ili LTH) - potiče proizvodnji proteina mlijeka u mliječnim žlijezdama.
    - Hormon rasta (GH) - potiče proizvodnju proteina i rast tkiva.
    - Luteinizirajući hormon (LH) - regulira sazrijevanje folikula, lučenje estrogena i progesterona, ovulaciju, nastanak žutog tijela, u muškaraca lučenje androgenih hormona.

  - Pars intermedia (srednji režanj) (samo kod životinja):
    - Hormon stimulacije melanocita (MSH) (Intermedin) - potiče prozvodnju melanina u melanocitima (boja kože).

  - Neurohipofiza (stražnji režanj):
    - Antidiuretički hormon (ADH) (ili Vazopresin) - povećava reapsorpciju vode u bubrezima.
    - Oksitocin - izaziva kontrakcije glatkih mišića u maternici za vrijeme poroda i u dojkama pri dojenju.

- Epifiza (Pinealna žlijezda):
  - (Melatonin) - regulira cirkadijalni ritam (prilagodbu organizma na izmjene dana i noći).

- Štitna žlijezda:
  - Tiroksin (T4) - ubrzava metabolizam, povećava toplinu, potiče rast i razvoj.
  - Trijodtironin (T3)
  - Kalcitonin (Tireokalcitonin) - smanjuje otpuštanje kalcija iz kostiju i pojačava lučenje fosfata i kalcija urinom.

- Doštitna žlijezda:
  - Hormon doštitne žlijezde (Parathormon) (PTH) - potiče otpuštanje kalcija iz kostiju, povećava apsorpciju kalcija i smanjuje njegove izlučivanje.

- Gušterača (endokrini dio gušterače):
  - Glukagon - potiče razgradnju glikogena u jetri i otpuštanje glukoze u krv.
  - Inzulin - pojačava ulazak glukoze u stanice, posebno kod jetre i mišića

- Nadbubrežna žlijezda
  - Srž nadbubrežne žlijezde - glavni učinci: porast krvnog tlaka, ubrzanja rada srca, širenje dišnih putova, pojačani metabolizam glukoze, usporavanje probave.
    - Adrenalin
    - Noradrenalin

- - Kora nadbubrežne žlijezde:
    - Mineralokortikoidni hormoni (U prvom sloju)
      - Aldosteron - potiču apsorpciju natrijevih iona u bubrezima.

    - Glukokortikoidni hormoni (kortikosteroidi) (U drugom sloju) - sudjeluju u prometu glukoze i koče upalne reakcije.
      - Kortizol - potiče stvaranje glukoze iz aminokiselina i glikogena u jetri, koči obrambene reakcije i upale u tkivima.
      - Kortizon
      - Kortikosteron

    - Androgeni (U trećem sloju) - muški spolni hormoni koje luči nadbubrežna žlijezda muškaraca i žena.

- Spolne žlijezde:
  - Estrogen - potiče razvoj jajašca i djeluje na endometrij maternice.
  - Progesteron - održava cikličke promjene endometrija maternice.
  - Testosteron - potiče razvoj spermija.

## Vanjske poveznice
Znanje.org